# Cis espinosai
Cis espinosai is een keversoort uit de familie houtzwamkevers (Ciidae). De wetenschappelijke naam van de soort werd in 1923 gepubliceerd door Juan Brèthes.